# Théâtre en Azerbaïdjan
 (janvier 2018).
 (janvier 2018).
Si vous disposez d'ouvrages ou d'articles de référence ou si vous connaissez des sites web de qualité traitant du thème abordé ici, merci de compléter l'article en donnant les références utiles à sa vérifiabilité et en les liant à la section « Notes et références ».
Le théâtre en Azerbaïdjan remonte à la seconde moitié du XIXe siècle et s'inspire en partie du folklore local.

## Origines traditionnelles

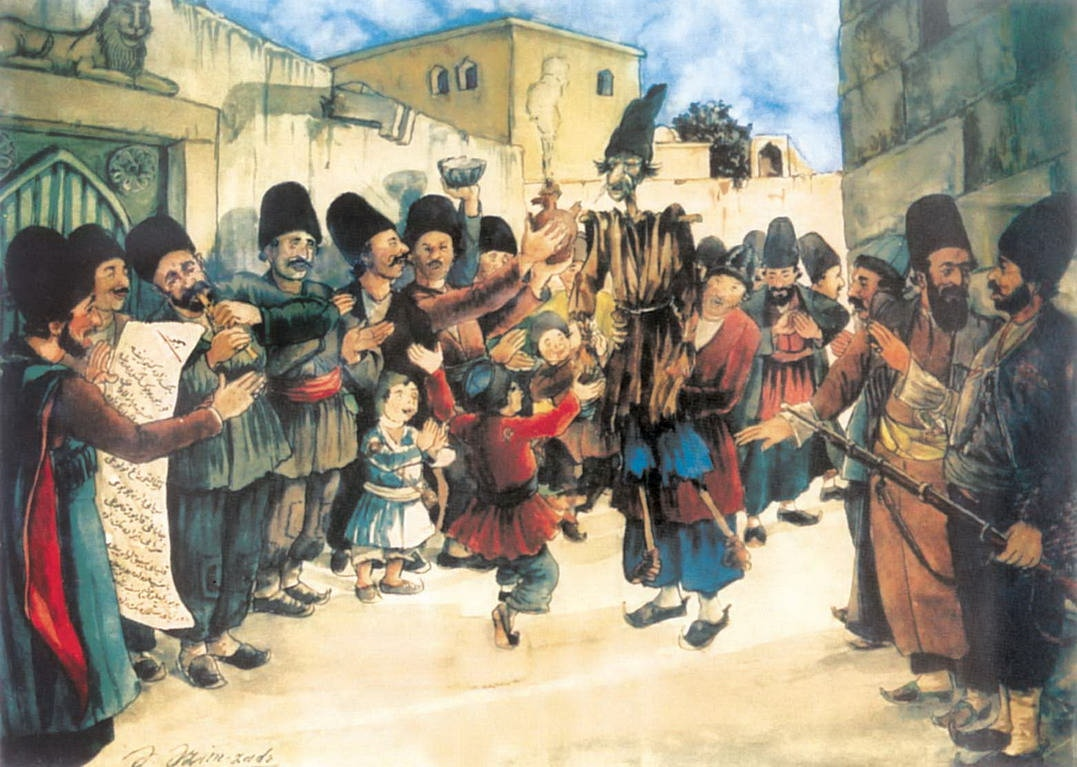
Spectacle Kos-kosa, tableau d'Azim Azimzade, 1930

Les sources de l'art théâtral azerbaïdjanais reposent sur d'anciennes fêtes et danses, notamment des jeux (gizlanpatch - cache-cache, kosaldigach - jeu de polo), chants enjoués (kepenek - papillon, banovcha - violet), traditions de mariage (Nichan - fiançailles, duvakhgalma - enlever le voile de la mariée, jouet - mariage) et festivités (Norouz - le printemps arrive, kev-sej - préparation pour l'hiver).
La danse masculine collective « yally », la performance des skomorokhs, des kandirbaz (marcheurs de corde), des mukhraduzds et des mukhrabaz, des spectacles de derviches et de charmeurs de serpents sont des formes initiales de spectacles théâtraux.
Parmi les pièces nationales largement connues, Kosa-kosa, Garavelli, Chah Selim, Ketchal pahlavan, Jeyran khanim (Mme Jeyran), Maral oyunu (jeu de cerfs) Kaftarkos (Hyène), Khan-khan (Souverain et Juge), Tapdig Tchoban (berger Tapdig) et Tenbel gardach (Le frère paresseux) ont été d'une grande importance dans la formation du théâtre national azerbaïdjanais.
Le théâtre de marionnettes Kilim arasi (en tapis), dont les apparences laides de la vie quotidienne, l'inégalité sociale et l'injustice ont été ridiculisées, est un ancien type d'art théâtral azerbaïdjanais : Théâtre de marionnettes de Bakou.
Les spectacles religieux et/ou mystiques étaient largement répandus au Moyen Âge. La tradition théâtralisée Chabih / Shabih ou Tazie, qui se déroulait généralement dans le triste mois de Muharram, est l'un des spectacles de ce genre.

## Théâtre professionnel

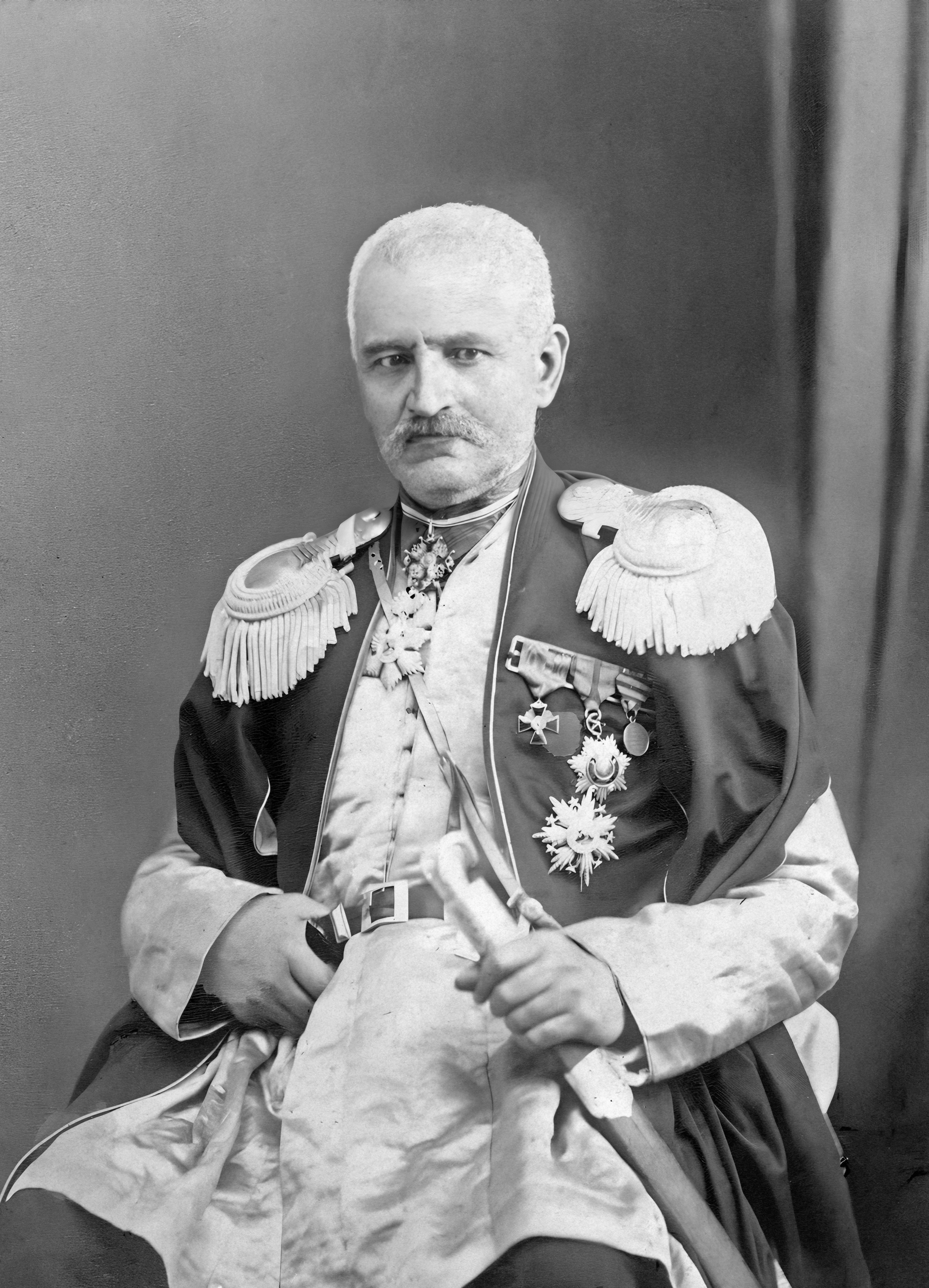
Mirza Fatali Akhoundov

Le théâtre national azerbaïdjanais a vu le jour dans la seconde moitié du XIXe siècle, sur la base d'une comédie de Mirza Fatali Akhundov (1812-1879), le premier dramaturge azerbaïdjanais, penseur éminent et philosophe d'Azerbaïdjan.
Le premier spectacle professionnel en langue azerbaïdjanaise a été présenté le 23 mars 1873. Hasanbay Malikov-Zardabi, pédagogue de la vraie école[Quoi ?] et Najafgulu bey Vazirov, étudiant de l'école ont été les initiateurs du spectacle. Les élèves de la vraie école[Quoi ?] ont joué le Vizir du Khanat de Lankaran joué par M.F. Akhundov sur la scène de l'Assemblée publique de Bakou. Le deuxième spectacle - Haji Gara (les aventures de Miser) - une autre comédie de M.F. Akhundov a été présenté dans le hall de l'Assemblée publique de Bakou, le 17 avril 1873.
L'organisation du théâtre professionnel et la mise en scène des spectacles à Bakou a été arrêtée après les premiers spectacles. Zardabi était occupé avec la création du journal Akintchi, et Najaf Bey Vazirov est allé en Russie pour l'éducation.

## Depuis l'indépendance
- Théâtre "Üns" (en) (2006)